# Svarttjärnen (Holms socken, Medelpad, 696190-153547)
Svarttjärnen är en sjö i Sundsvalls kommun i Medelpad och ingår i Ljungans huvudavrinningsområde.